# L'Ânesse du prophète Balaam
L'Ânesse du prophète Balaam est un tableau réalisé par Rembrandt vers 1626. 

## Référence biblique
le sujet en est Balaam  monté sur son ânesse ; celle-ci douée tout à coup de la parole, reproche à son maître sa dureté envers les Israélites. 

## Histoire et description
Il date de la période de Leyde. C'est dans cette ville en effet qu'en 1625, Rembrandt a ouvert un atelier et commencé à peindre. Le tableau est encore sous l'influence de la peinture historique de son maître Pieter Lastman, formé à Rome avec les œuvres d'Elsheimer et du Caravage.